# Strumjani
Strumjani (in bulgaro Струмяни?) è un comune bulgaro situato nel distretto di Blagoevgrad di 13 255 abitanti (dati 2009).

## Località
Il comune è formato dall'insieme delle seguenti località:
- Strumjani (sede comunale)
- Caparevo
- Dobri Laki
- Drakata
- Goreme
- Gorna Krušica
- Gorna Ribnica
- Igralište
- Ilindenci
- Kamenica
- Kărpelevo
- Klepalo
- Kolibite
- Mahalata
- Mikrevo
- Nikudin
- Palat
- Razdol
- Sedelec
- Veljuštec
- Vrakupovica